# Monte Sises

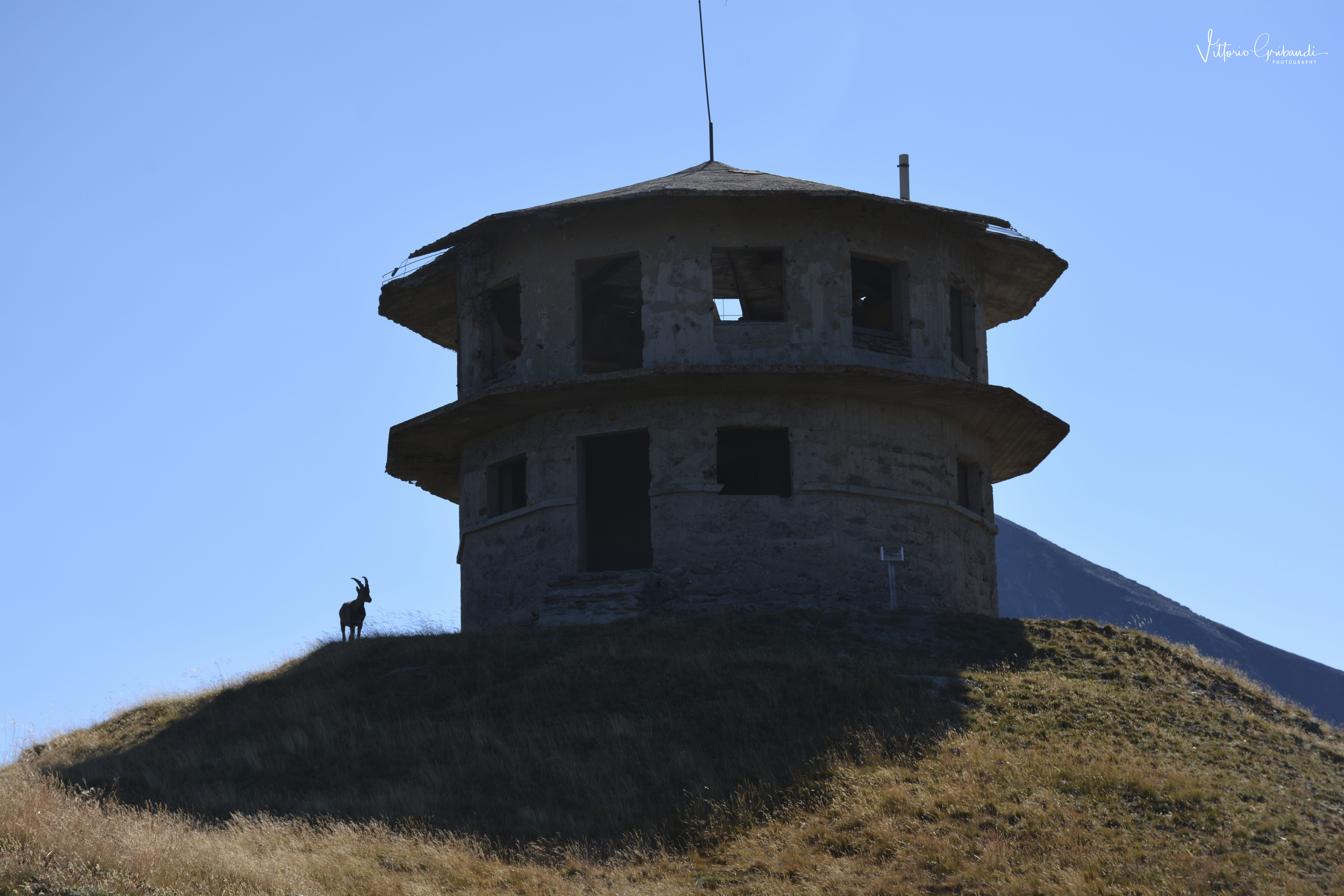

Il monte Sises (2658 m s.l.m.) è una vetta in fronte al comune di Sestriere dove, fino ai primi anni del ventunesimo secolo, era situato l'arrivo della vecchia funivia Sestriere-Sises.

## Caratteristiche
Si trova lungo la cresta che innalzandosi dal colle del Sestriere conduce alla Rognosa di Sestriere, passando prima dal monte Alpette (2.302 m) e successivamente attraverso il monte Querellet (2.726 m).
Sulla vetta è situato un piccolo edificio in calcestruzzo a pianta dodecagonale, che risulta visibile fin dal paese ed è conosciuto come il Belvedere. Costruito nel 1931 su progetto dell'ingegnere Vittorio Bonadè Bottino e completamente ristrutturato ad opera di un privato che lo ha acquisito dalla società degli impianti (Sestrieres SPA) nel 2016 per adibirlo a saltuaria abitazione. Il progetto di restauro è di Paolo Luigi Grassi, architetto torinese. Tale costruzione è posta 50 metri più in alto della ex stazione di arrivo (edificio arancione in stile razionalista) dei primi impianti di risalita. Attualmente non è dotata di impianto elettrico. È stato costruito un impianto per l'acqua che viene raccolta dal tetto e convogliata in un serbatoio. Due pannelli solari provvedono a mantenere una temperatura di poco sopra lo zero all'interno mentre la stufa a legna permette di raggiungere 15/20 gradi dopo qualche ora dall'accensione.
In occasione dei XX Giochi olimpici invernali di Torino 2006 la partenza della gara di slalom gigante maschile era situata alle pendici di questo monte.

## Galleria d'immagini

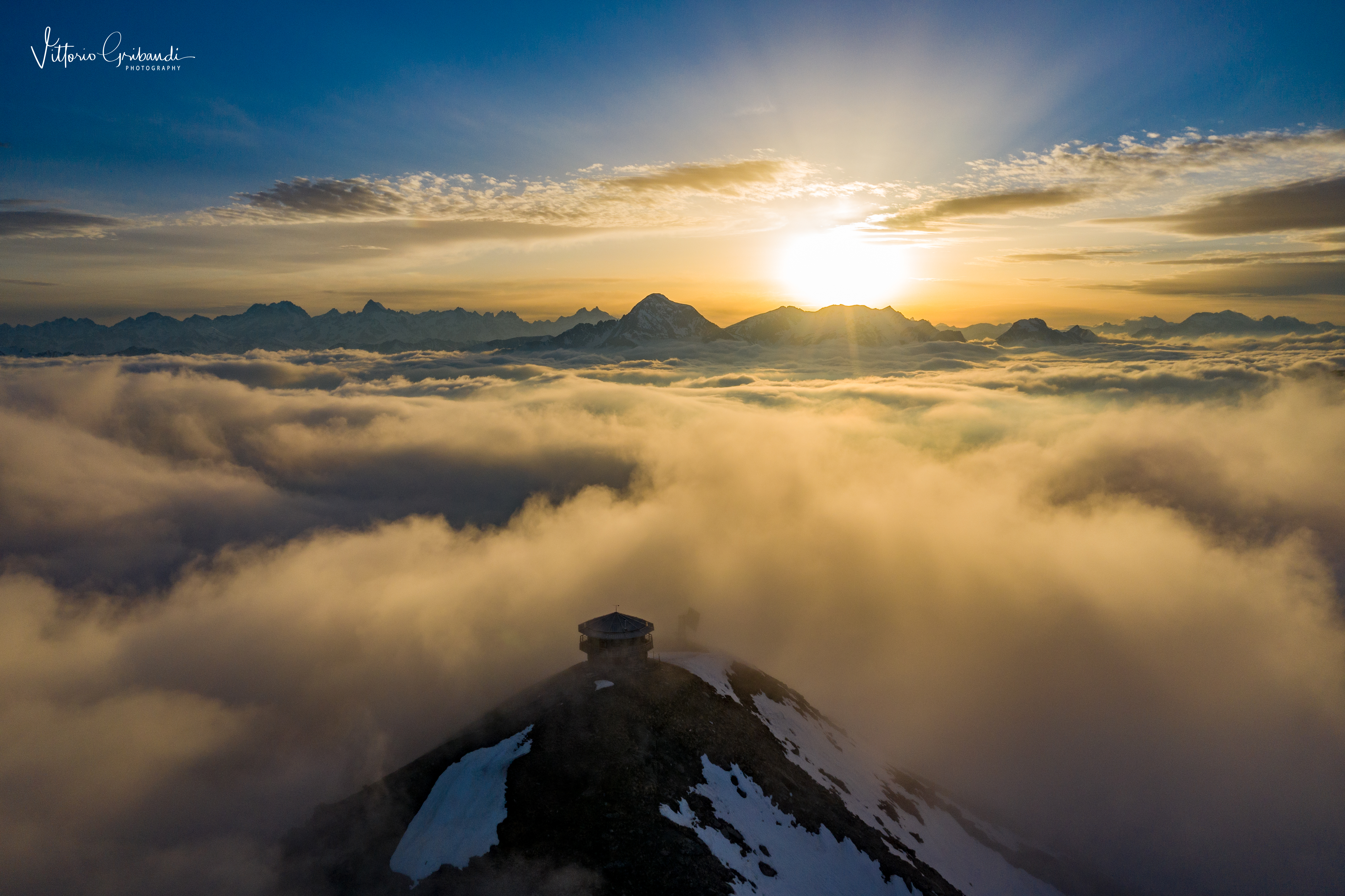